# Comuna Bondarivka, Korosten
Bondarivka (în ucraineană Бондарівська сільська рада) este o comună în raionul Korosten, regiunea Jîtomîr, Ucraina, formată din satele Bondarivka (reședința), Huleanka, Ivanopil, Ohotivka, Perșotravneve și Ușîțea.

## Demografie
Componența lingvistică a comunei Bondarivka
     Ucraineană (98,37%)
     Rusă (1,59%)
     Alte limbi (0,04%)
Conform recensământului din 2001, majoritatea populației comunei Bondarivka era vorbitoare de ucraineană (98,37%), existând în minoritate și vorbitori de rusă (1,59%).